# Інтегрована система менеджменту
Інтегро́вана систе́ма ме́неджменту (ІСМ) — це сукупність кількох міжнародних стандартів у рамках однієї системи.
За іншим визначенням, під інтегрованою системою менеджменту розуміється частина загальної системи менеджменту організації, що відповідає вимогам двох чи більше стандартів на системи менеджменту, яка функціонує як єдине ціле і спрямована на задоволення зацікавлених сторін.
| Приклади стандартів, що містять системні підходи до окремих аспектів діяльності організації | Приклади стандартів, що містять системні підходи до окремих аспектів діяльності організації |
| Аспекти діяльності                                                                          | Вимоги                                                                                      |
| ------------------------------------------------------------------------------------------- | ------------------------------------------------------------------------------------------- |
| Якість                                                                                      | ISO 9001                                                                                    |
| Екологічний менеджмент                                                                      | ISO 14001                                                                                   |
| Промислова безпека                                                                          | OHSAS 18001                                                                                 |
| Соціальний захист                                                                           | SA 8000                                                                                     |

Основними з них є визнані у світі стандарти серій ISO 9000 (менеджменту якості), ISO 14000 (екологічного менеджменту) і OHSAS 18000 (менеджменту безпеки та охорони праці) та SA 8000 (соціальний захист). Саме така комбінація стандартів дозволяє керівникам невдовзі після впровадження ІСМ вибудувати роботу персоналу в найефективнішому напрямку, а компанії — вийти на новий рівень якості.
Організаційною основою для створення інтегрованої системи менеджменту на підприємстві є стандарти серії ISO 9000. Це пояснюється тим, що принципи й вимоги міжнародного стандарту управління якістю багато в чому схожі із принципами загального менеджменту підприємства.
Створення ІСМ організації дозволяє одержати ряд переваг:
- орієнтація організації на загальні цілі діяльності з урахуванням зацікавлених сторін;
- ефективніше використання усіх видів ресурсів, спрямованих на досягнення намічених цілей;
- поєднання і взаємозв'язок процесів менеджменту;
- зменшення можливих протиріч між різними аспектами діяльності організації;
- зниження витрат на розроблення, функціонування і сертифікацію системи менеджменту організації;
- створення єдиної системи навчання і підвищення компетентності персоналу, спрямованої на досягнення намічених цілей;
- залучення більшої кількості співробітників до поліпшення діяльності організації;
- створення єдиної системи управління документацією і ведення записів;
- підвищення популярності та іміджу організації тощо.